# Lamarche-sur-Saône
Lamarche-sur-Saône é uma comuna francesa na região administrativa da Borgonha-Franco-Condado, no departamento de Côte-d'Or. Estende-se por uma área de 33,97 km². Em 2010 a comuna tinha 1 353 habitantes (densidade: 39,8 hab./km²).